# W. Michael Blumenthal

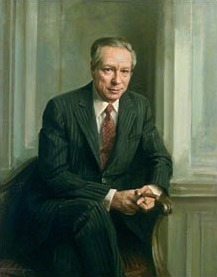
Porträtt av Werner Michael Blumenthal

Werner Michael Blumenthal, född 3 januari 1926 i Oranienburg, Tyskland, är en tysk-amerikansk ekonom och chef för Jüdisches Museum Berlin. Han tjänstgjorde som USA:s finansminister 1977-1979 under president Jimmy Carter.
Han flydde 1939 från Tyskland med sina föräldrar. De flydde först till Kina och 1947 till USA. Han studerade vid University of California, Berkeley och avlade sin doktorsexamen vid Princeton University.
Han är av judisk härkomst och har konverterat till presbyterianismen.